# Calice Ligure
Calice Ligure (en ligur Carxi o Corxi; en piemontès Cäiri) és un comune italià, situat a la regió de la Ligúria i a la província de Savona. El 2015 tenia 1.730 habitants.

## Geografia
Té una superfície de 20,6 km² i la frazione de Carbuta. Limita amb Bormida, Finale Ligure, Mallare, Orco Feglino, Rialto i Tovo San Giacomo.

## Evolució demogràfica
| Gràfica d'evolució de Calice Ligure entre 1861 i 2011 |
|                                                       |
| Font: ISTAT                                           |